# Iwan Totew

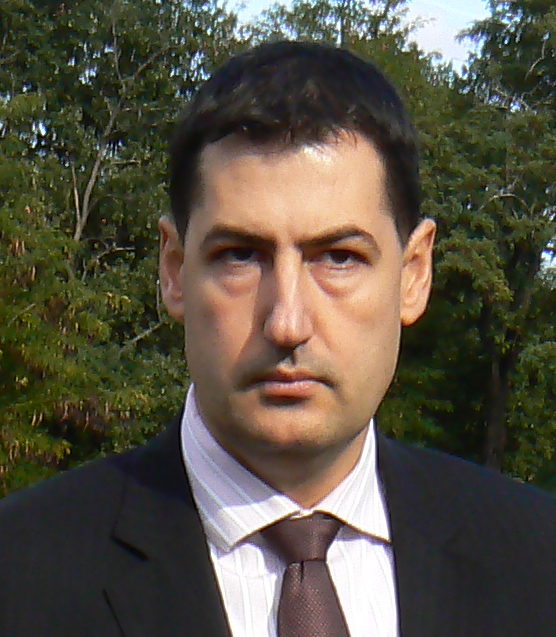
Iwan Totew, 2014

Iwan Totew, auch Ivan Totev geschrieben, (* 18. Oktober 1975 in Plowdiw) ist ein bulgarischer Politiker der Partei GERB (bulgarisch: ГЕРБ). Vom 7. November 2011 bis zum November 2019 war er Oberbürgermeister von Plowdiw.

## Werdegang
Sein Abitur machte Totew am Gymnasium für Fahrzeugtechnik „Goze Deltschew“ in Plowdiw. Später absolvierte er ein Studium für „Computer-Systeme und Technologien“ an der Technischen Universität in der Hauptstadt Sofia. Im Mai 2010 machte er seinen Master-Abschluss in „Public Administration“ an der Fakultät der Universität Plowdiw. Als Thema für seine Masterarbeit wählte er „Regionale Politik der Sicherheit und Stabilität der Europäischen Union. Schwarzmeersynergie – eine neue Initiative der Europäischen Union auf der Schwarzmeer-Region“.
Iwan Totew ist verheiratet und hat ein Kind.

## Berufliche Karriere
Totews berufliche Karriere begann im Jahr 1997 als Spezialist für „Design, Layout und Druckvorstufe“ in einem Verlag. Von 2001 bis 2004 arbeitete er als Projektmanager in einem Software-Unternehmen. Von 2004 bis 2007 war er verantwortlicher Direktor für technische Probleme bei einem Hotelunternehmen.

## Politische Karriere
Iwan Totew ist seit September 2006 Mitglied der „Bürger für eine europäische Entwicklung Bulgariens“ und im Oktober des gleichen Jahres übernahm er die Vereinsführung in Plowdiw. Er ist einer der Gründungsmitglieder der Partei beim GERB-Kongress aus dem Jahr 2006 und Mitglied der Stadtführung der Sektion GERB-Plowdiw. Ab März 2007 fungierte er als Organisationssekretär der GERB.
Seit November 2008 ist Totew Koordinator der GERB-Plowdiw Stadt. Beim Dritten Kongress der GERB, der am 10. Januar 2010 in Sofia stattfand, wurde er in das Exekutivkomitee von GERB gewählt.
Im November 2007 gewann er die Mehrheitswahl für die Bürgermeister der Region Ost in Plowdiw. Mit dem Beschluss des Ministerrats im November 2009 wurde er als Mitglied des Rates der Regierung gewählt. Im Oktober 2009 wurde er Vertreter der Region Süd in Bulgarien und trug die Verantwortung für das Programm „Regionale Entwicklung“. Später wurde er als Kandidat von GERB nominiert und gewann die Wahl zum Oberbürgermeister der Stadt Plowdiw und nahm am 7. November 2011 sein Amt auf.
| Personendaten    | Personendaten                 |
| ---------------- | ----------------------------- |
| NAME             | Totew, Iwan                   |
| ALTERNATIVNAMEN  | Totev, Ivan                   |
| KURZBESCHREIBUNG | bulgarischer Politiker (GERB) |
| GEBURTSDATUM     | 18. Oktober 1975              |
| GEBURTSORT       | Plowdiw                       |